# A3 (België)
De A3 (ook bekend als Autoroute Roi Baudouin) is een Belgische autosnelweg die Brussel via Luik met de Duitse A44 verbindt. Op zijn beurt voert de Duitse Bundesautobahn 44 langs Aken naar Mönchengladbach. De autosnelweg is een onderdeel van de E40. Het is een belangrijke oost-westverbinding door het land en een van de zeven autosnelwegen die Brussel verbinden met de rest van het land.
De nummering van de afritten sluit aan bij die van de A10: op de A10 is afrit nr. 20 (Ternat) de laatste afrit voor de Ring van Brussel en op de A3 is afrit nr. 21 (Sterrebeek) de eerste afrit na de Ring van Brussel.

## Routebeschrijving
De A3 begint vanuit de oostelijke rand van Brussel (Reyerslaan). Kort na Brussel nadert men de regio Leuven, waar bij het knooppunt Heverlee de E314 afslaat naar Genk en Aken. Hierna wordt de A3/E40 een stuk rustiger, maar telt deze nog wel 2x3 rijstroken. De snelweg buigt wat naar het zuidoosten af en komt door een meer heuvelachtig gebied. Men passeert de grensstreek van Vlaanderen en Wallonië, waarbij de grens diverse keren wordt overgestoken. Uiteindelijk komt de A3/E40 definitief in Wallonië en bereikt men de agglomeratie Luik, waar vijf knooppunten elkaar snel opvolgen en waar het aantal samenlopende E-wegen varieert van één (E40) naar drie (E25-E40-E42), dan twee (E40-E42) en dan weer één (terug de E40).  
Aan het knooppunt Loncin voegt de E40 zich samen met de E42 (tot daar op de A15) uit Namen en de E25 (komende van de A26, maar de laatste kilometers op een verbindingsautosnelweg A602) uit Luxemburg. De aldus drievoudig genummerde weg A3/E25-E40-E42 telt 2x3 rijstroken. 
Aan het knooppunt Vottem kruist men de E313 (op de A13), de snelweg uit Antwerpen die hier eindigt. 
Het knooppunt Hauts Sarts met de A601 is sinds eind 2014 gesloten (de A601 zorgde voor een snelle verbinding met de A13/E313, maar enkel in de richting van en naar de Duitse grens). 
Niet ver daarna steekt men de rivier de Maas over bij Herstal, waarna het knooppunt Cheratte volgt. De E25 slaat hier af richting Maastricht op de A25.  
Oostelijker stijgt men uit het Maasdal en loopt de weg A3/E40-42 door het Land van Herve; een glooiend open landschap ten noorden van de Ardennen. De E40 verbreedt kortstondig naar 3+4 rijstroken. Na Barchon valt de 4e rijstrook af en gaat het voort met 2x3 rijstroken. 
Aan het knooppunt Battice slaat de E42 af op de A27 richting Verviers, Sankt Vith en Trier in Duitsland. De A3/E40 versmalt hierna naar 2x2 rijstroken en bedient nog het stadje Eupen voordat men bij Lichtenbusch de grens met Duitsland bereikt. De Duitse A44 gaat verder langs Aachen richting Mönchengladbach. 
Het oudste deel van de A3 (E40) dat werd aangelegd ligt tussen Luik en de Duitse grens. Het werd samen met de A13 (E313) aangelegd als de Koning Boudewijnsnelweg van Antwerpen naar Duitsland. De naam geldt dus tegenwoordig voor twee verschillende snelwegen. Ten oosten van Luik staat op verschillende borden (in het Frans) Autoroute Roi Baudouin of (in het Duits) König Baudouin Autobahn aangegeven.

## Afbeeldingen

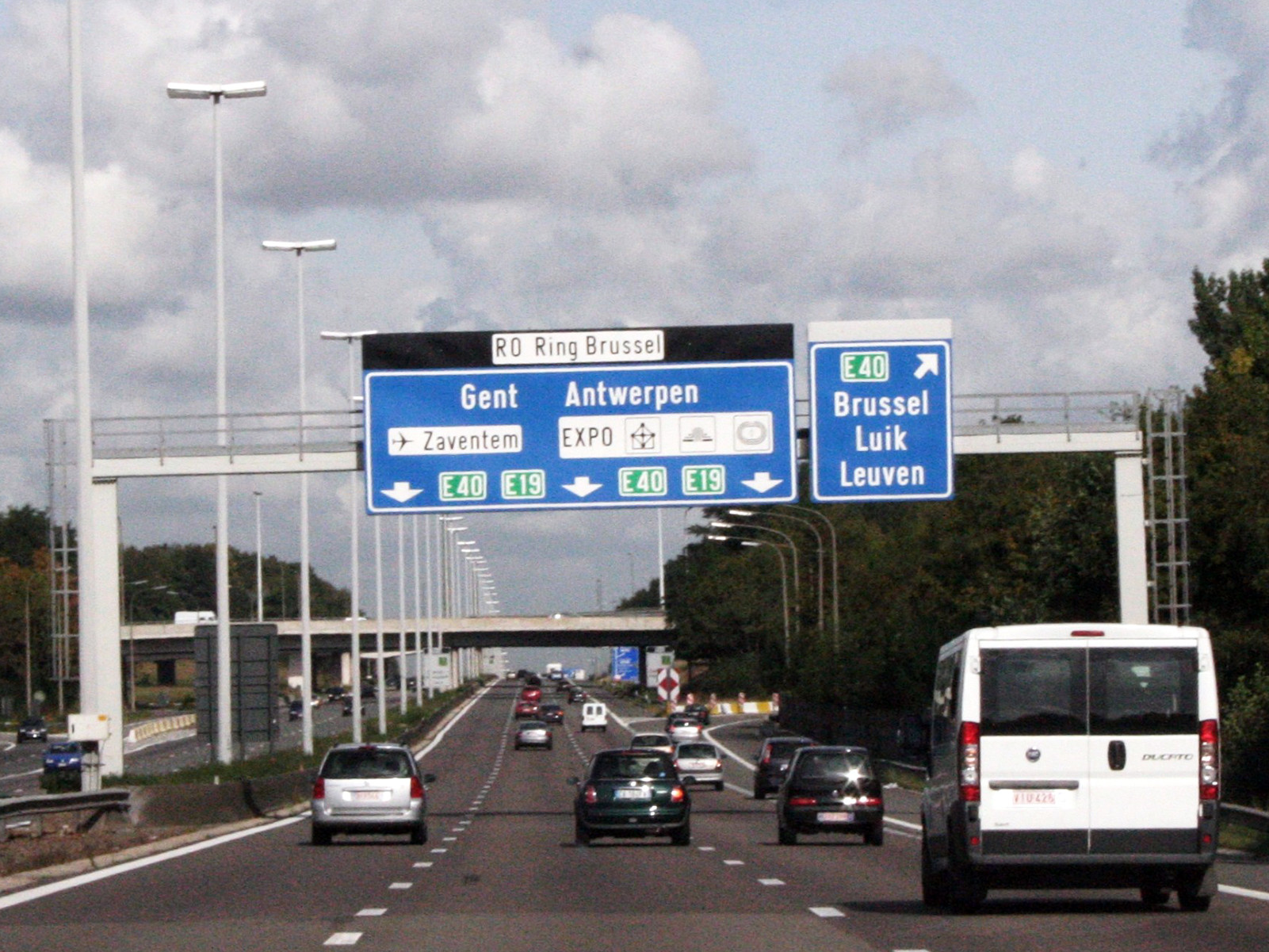
A3 bij Sint-Stevens-Woluwe
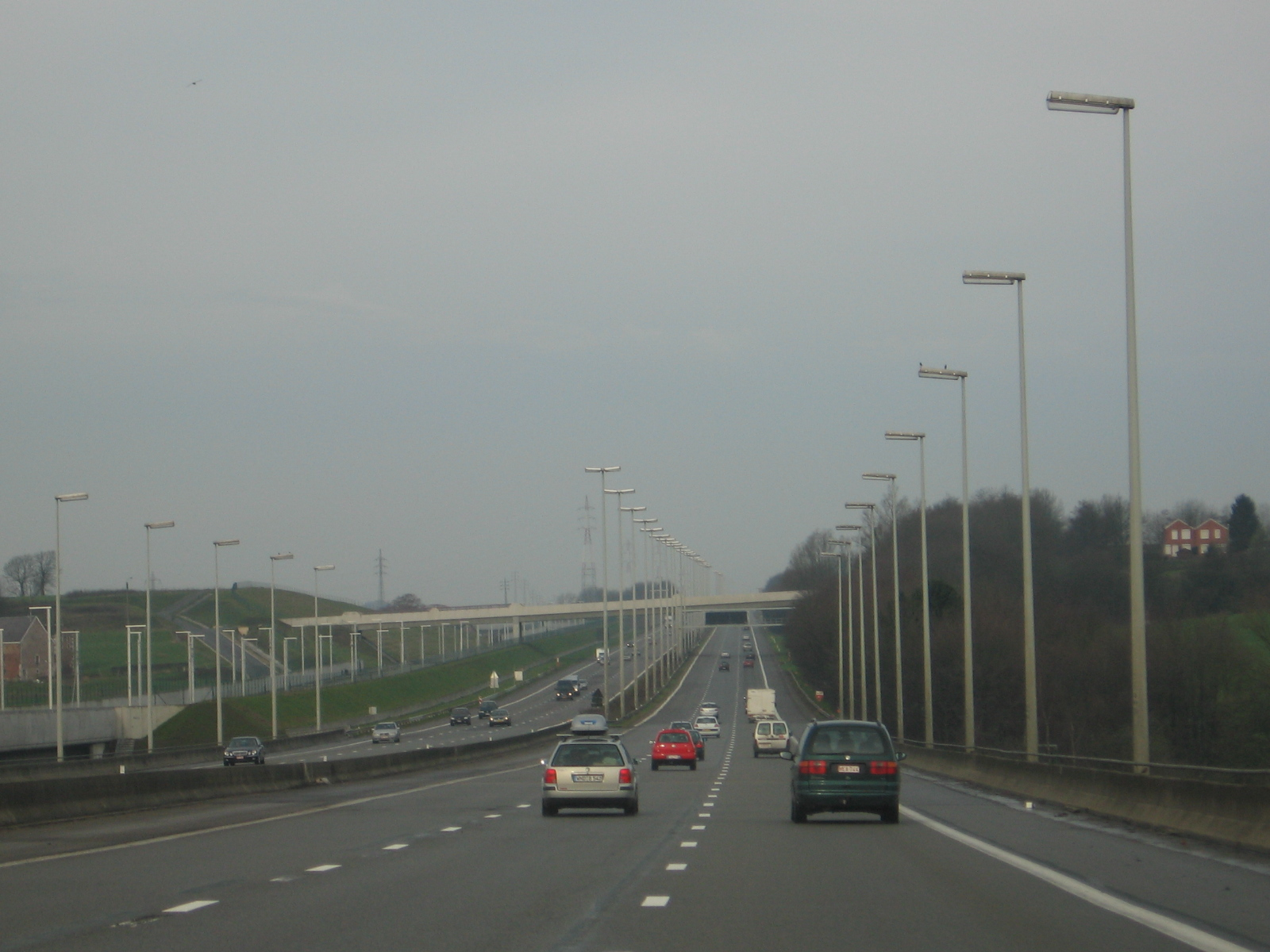
De A3 tussen Luik en Verviers
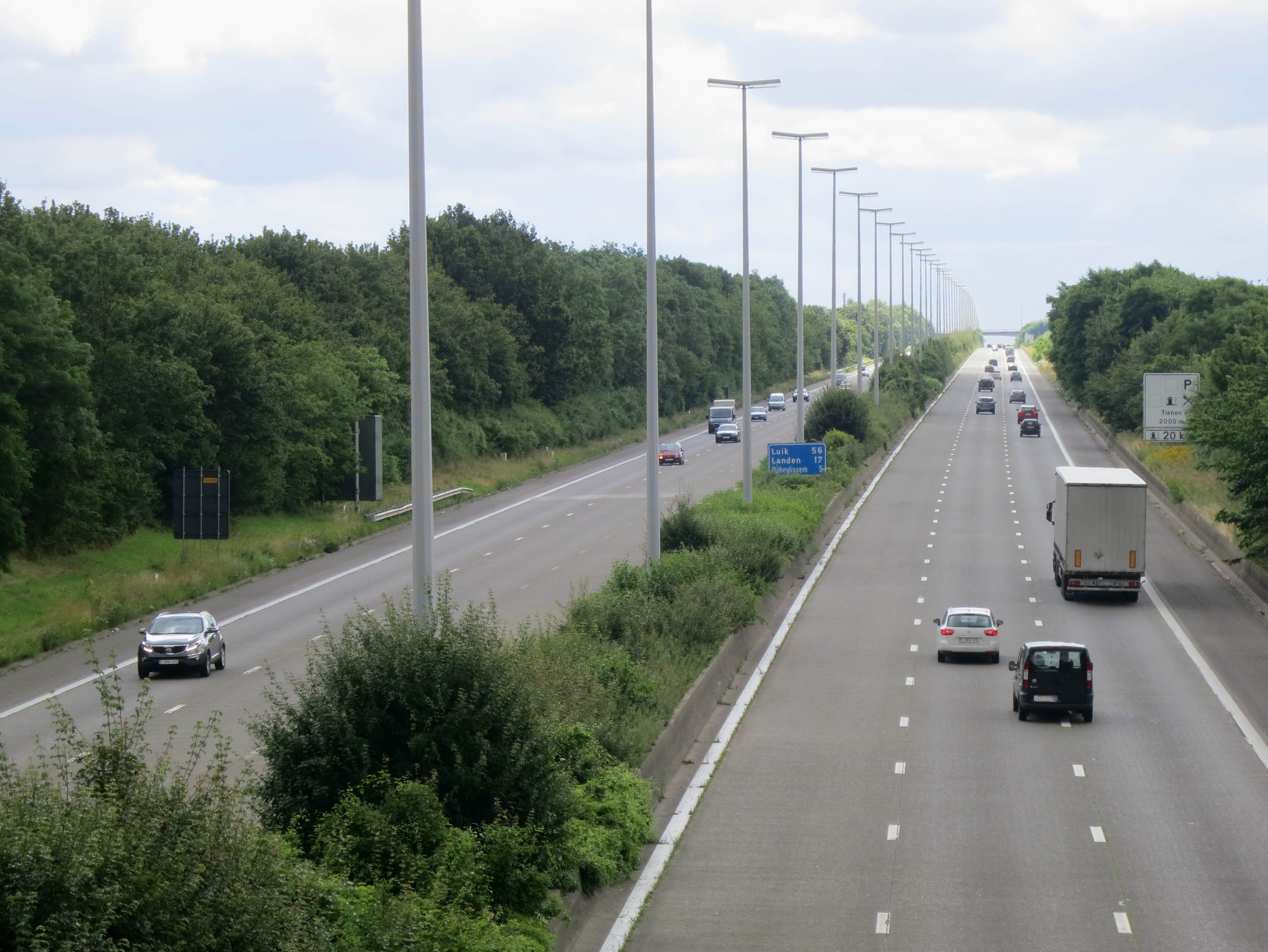
De A3 in Goetsenhoven
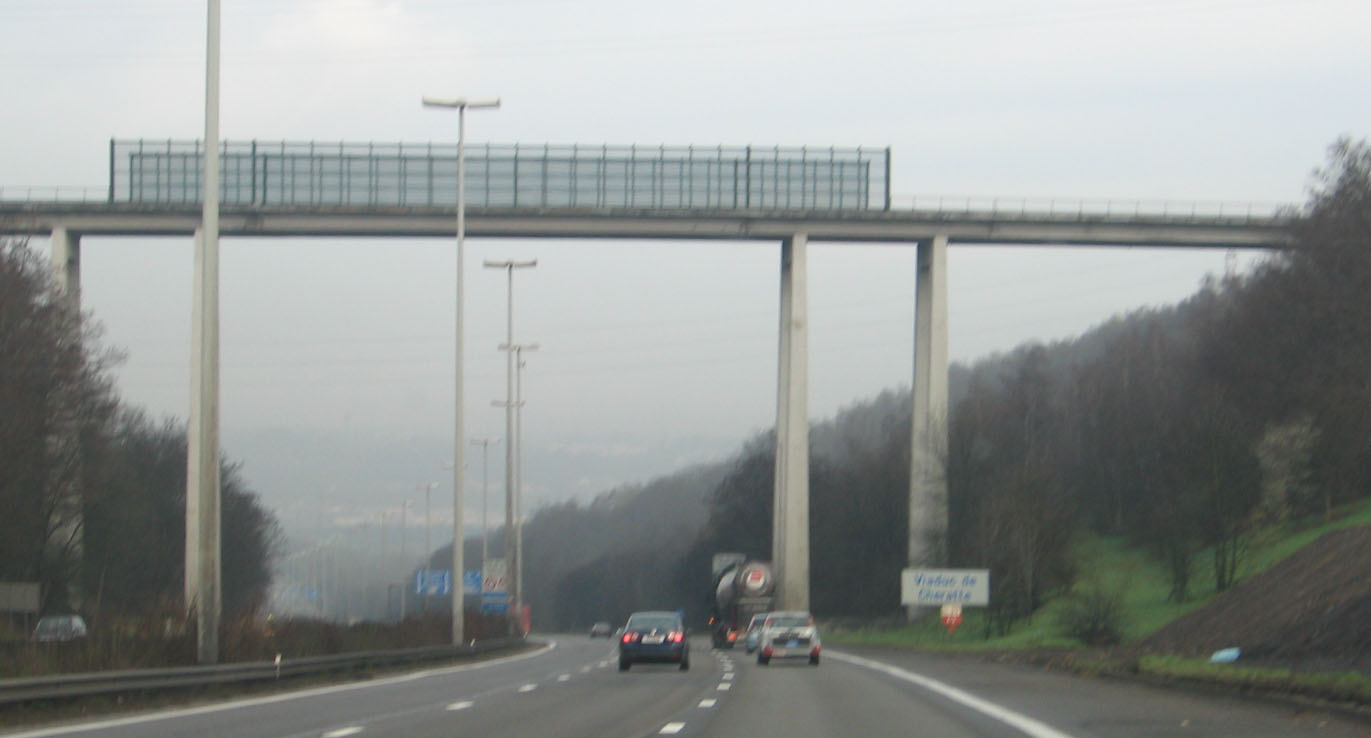
Viaduct van Cheratte
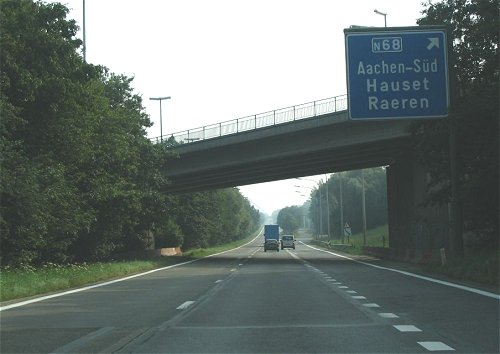
Afrit 39 - Eynatten

## Trivia
De A3 (E40) werd aangelegd als E5. De naam werd in 1985 aangepast naar E40.